# Strate tip pentru „Formațiunea de Șupan”
Strate tip pentru „Formațiunea de Șupan” (monument al naturii) este o arie naturală protejată de interes național ce corespunde categoriei a III-a IUCN (rezervație naturală de tip paleontologic) situată în județul Bacău, pe teritoriul administrativ al orașului Comănești.

## Localizare
Aria naturală cu o suprafață de 0,10 hectare este situată în partea nord-vestică a județului Bacău, pe suprafața teritorială sud-vestică a orașului Comănești, în bazinul inferior al văii Șupanulu, aproape de vărsarea acesteia în râul Trotuș.

## Descriere
Rezervația naturală a fost declarată arie protejată prin Legea Nr.5 din 6 martie 2000 (privind aprobarea Planului de amenajare a teritoriului național - Secțiunea a III-a - zone protejate) și reprezintă un afloriment (abrupt în versantul râului Șupan, afluent de dreapta al Trotușului), unde în masivul stratelor de rocă (argile, gresii, nisipuri) s-au descoperit importante depozite de faună  constituită din resturi fosilizate cu cochilii de anghilă de mare (Conger conger) și gasteropode.